# Villar del Profeta
Villar del Profeta fue una localidad española, hoy día deshabitada, ubicada en el municipio salmantino de Berrocal de Huebra, en la comunidad autónoma de Castilla y León.

## Historia
A mediados del siglo XIX, la localidad, perteneciente ya por entonces al municipio de Berrocal de Huebra, contaba con una población de 28 habitantes. Figura como una alquería en el decimosexto volumen del Diccionario geográfico-estadístico-histórico de España y sus posesiones de Ultramar de Pascual Madoz, donde se la describe de la siguiente manera: 

VILLAR DEL PROFETA: alq. en la prov. de Salamanca, part. jud. de Sequeros, térm. municipal de Berrocal de Huebra. pobl.: 5 vec., 28 almas.
(Madoz, 1850, p. 247)

La entidad de población en 2021 se encontraba despoblada. Se encuentra dentro de una finca particular.